# Словенски устанци против Византије
Словенском становништву на Балканском полуострву је тешко падао јарам њима стране, ромејске власти. Поред финансијских и административних притисака царства, била су присутна и јака мисионарска настојања на покрштавању Словена и њиховом превођењу из старе словенске вере у православно хришћанство.
Све ови разлози водили су до низа устанака јужних Словена против Византије током читавог средњег века.

## Устанак Словена против Византије (783)
Устанак Словена против Византије који је избио 783. године, је ухватио широке размере, од Македоније па до Пелопонеза. Устанак је угушио византијски патриције Ставрикије, који је међу њима уграбио силан плен. „Он их све покори и учини обвезницима царства“, пише о том догађају хроничар Теофан.

## Устанак Словена на Пелопонезу (805)
Устанак Словена на Пелопонезу против Византије су 805. године подигла племена Милинга и Језераца, која су насељавала претежно планинске венце Тајгета (грч: Ταΰγετος), бавећи се претежно земљорадњом и сточарством. Том приликом је остварен први историјски евидентиран контакт Словена и Арапа на самом Балканском полуострву, када је у помоћ устаницима дошла арапска флота, која је напала византијску луку Патрас (Πατραι), али напад се, као и цео устанак завршио неуспехом. Пелепонески Словени су и након пораза одбијали да прихвате византијско хришћанство, па је међу Милинзима било раширено богумилско учење, о чему сведочи помињање цркве Милинга на Сабору у Сен Феликсу 1167. године.

## Устанак кнеза Властимира (око 830)
Устанак кнеза Властимира је избио око 830/850. године ради ослобођења српских племена од византијске власти. Властимир је био племенски кнез Срба у областима око Таре, Пиве, Лима и Дрине, у време када је још увек била жива стара словенска вера. Он је искористио ратовање Византије са Бугарима и Сараценима, окупио народ, дигао устанак и протерао Византијце и проповеднике хришћанства из тих области. Тако је средином 9. века је настала прва политички независна српска држава на Балкану, и по њему најстарија српска династија називана Властимировићи. Касније је Властимир дошао у сукоб са Бугарима, који су покушали да потчине његове области.

## Устанак кнеза Војислава (1036)
Војислав је био кнез који је владао Дукљом (око 1036—1050), када је нестало огромно Самуилово царство. Војислав је подигао први устанак против Византије 1035/6. године, али да је брзо завршен наметнутим примирјем. Војислав је узет за таоца и одведен у Цариград, али је убрзо побегао, дочепао се својих планина и почео борбу, завладавши убрзо читавим крајем од Захумља до Скадарског језера. Зетском успеху знатно је помогао устанак Петра Дељана, па је тих година, као услед ватре подметнуте с више страна, читав Балкан буктао у побуни.
Крајем 1041. године је умро византијски цар Михајло V Калафат, а на његово место 1042. долази нови цар Константин IX Мономах. Један од његових првих потеза беше казнена експедиција против Зете. Дукљанска хроника преноси да је цар послао доста злата и сребра да би против Војислава покренуо његове суседе - рашког жупана, босанског бана и захумског кнеза. Они се одазваше и послаше чете Љутовиду, хумском кнезу, као заповеднику у том походу, који крену против Зете с требињског подручја, а Грци са великом војском (око 60.000 људи) навалише од Скадра и Бара. Ромеји опустошише богате приморске долине и не хтедоше да иду дубље у планине. Међутим, на повратку наиђоше све кланце око Сутормана поседнуте од Зећана, који осуше на њих стење и стреле. У бици код Сутормана византијска војска је изгубила 40.000 људи и 7 стратега, а њихов остатак је био „бедан и суза достојан призор“. Након победе над Грцима, зетска војска је крајем 1042. године, предвођена Војислављевим сином Гојиславом, код Клобука поразила удружене војске својих суседа. Тако је Војислав успео да, поред ослобођења Зете, завлада и Захумљем и Травунијом. После ових пораза Византија више није предузимала ништа против Зете.

## Устанак Петра Дељана (1040)
Устанак Петра Дељана (1040—1041) је избио у Поморављу након што је Петар Дељан у Београду 1040. године проглашен за цара и наследника Самуиловог царства. Касније му се у вођству придружио син Јована Владислава Алусијан. Ускоро је Дељан по Алусијановој наредби убијен ослепљен, након чега је Алусијан пребегао Византинцима напустивши устанике. Византијска војска је потом без већих проблема 1041. године угушила обезглављени устанак, а сам Дељан је највероватније скончао у византинјском заробљеништву.

## Устанак Ђорђа Војтеха (1072)
Устанак Ђорђа Војтеха је избио 1072. године ради ослобођења словенског становништва од византијске власти. На челу устанка је у почетку био Ђорђе Војтех, али је касније вођство преузео зетски принц Константин Бодин. Устанак је и поред великих почетних успеха угушен крајем 1072. године.

## Устанак Уроша Првослава (око 1145)
Срби на челу са великим жупаном Урошем Првославом (1145—1162) дижу устанак против владавине цара Манојла I Комнина (1143—1180). Византијски цар је 1149. године из Валоне упао у област којом је владао Урош, разорио Рас, рашку престоницу, поробио становништво и оставио своју посаду. Након тога, цар је са главнином војске продужио ка горњем Ибру. Међутим, током царевог одсуства, Урош је напао Византинце у околини Раса. Цар је кренуо да зароби великог жупана, али у томе није успео. Манојло је одустао од потере али је спалио резиденцију српског жупана.
Крајем лета 1150. Манојло I Комнин је спровео нови и пажљивије планиран поход против непокорног српског жупана. Док је боравио у Нишу, цар је сазнао да угарски одреди пристижу у помоћ Србима. Манојлова војска је пресекла пут Угрима, спречивши их да се састану са Србима. Након пораза, Урош је пао ничице пред царем и положио заклетву да ће за сва времена остати роб Ромеја.